# Erik Skoglund
Pour les articles homonymes, voir Skoglund.
Ne doit pas être confondu avec Eric Skoglund.
Erik Skoglund né le 1er octobre 1903 à Stockholm et mort le 22 février 1984 dans cette même ville est un avocat, censeur de cinéma, scénariste, réalisateur et nageur suédois.

## Biographie
Aux Jeux olympiques d'été de 1924 à Paris, il est engagé sur le 100 mètres dos. Il termine deuxième de sa série en 1 min 27 s 40 et est qualifié pour les demi-finales. Il termine cependant dernier de sa demi-finale en 1 min 26 s 60 et n'est pas qualifié pour la finale. Il est remplaçant dans l'équipe de Suède masculine de water-polo qui termine 4e du tournoi olympique.
Il travaille brièvement comme journaliste sportif. Après ses études de droit, il devient avocat et travaille à l'Agence suédoise du travail et de l'emploi et au Ministère de la Santé et des Affaires sociales. En 1954, il est nommé à la commission suédoise de censure du cinéma. Il la dirige de 1959 à 1971, date à laquelle il démissionne. Il publie alors son ouvrage Filmcensuren où il discute du problème de la censure, principalement pour les films Le Silence de Bergman, 491 de Vilgot Sjöman et le film érotique Mera ur Kärlekens språk de Torgny Wickman.
Il réalise 8 films, en scénarise 10 et est narrateur de très nombreux documentaires.
Il est le fils du réalisateur Gunnar Skoglund, le frère de Nils Skoglund et le père de l'acteur Rolf Skoglund.